# サンツァ
サンツァ（伊: Sanza）は、イタリア共和国カンパニア州サレルノ県にある、人口約2,600人の基礎自治体（コムーネ）。

## 地理

### 位置・広がり

#### 隣接コムーネ
隣接するコムーネは以下の通り。
- ブオナビターコロ
- カザルブオーノ
- カザレット・スパルターノ
- カゼッレ・イン・ピッタリ
- モンテ・サン・ジャーコモ
- モンテサーノ・スッラ・マルチェッラーナ
- ピアッジーネ
- ロフラーノ
- サッサーノ
- ヴァッレ・デッランジェロ